# Basilides Mária
Murányaljai Basilides Mária Viola Matild (Jolsva, 1886. november 11. – Budapest, 1946. szeptember 26.) magyar opera-énekesnő (alt).

## Életpályája

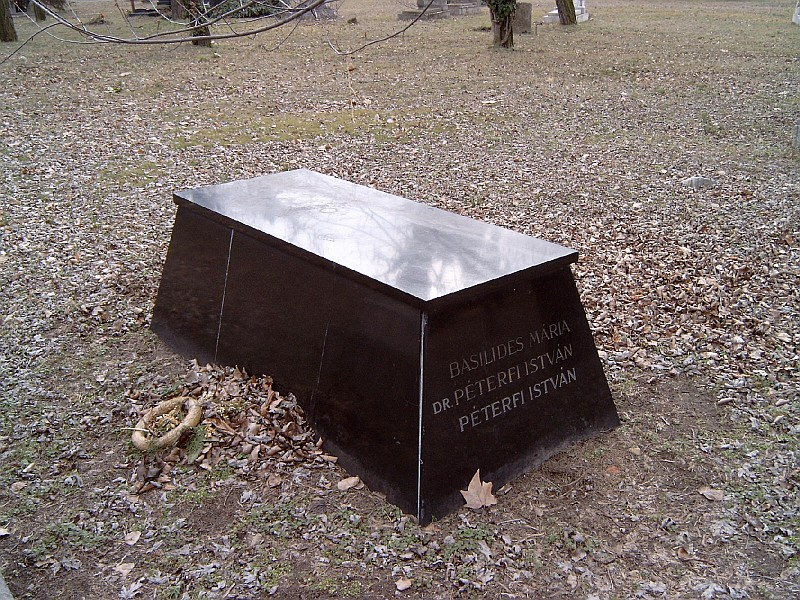
Basilides Mária sírja Budapesten. Kerepesi temető: 24-1-72

Édesapja, murányaljai Basilides Gusztáv szülővárosa polgármestere volt. Édesanyja, kékkői Szomor Mária is zeneakadémiai végzettséget szerzett.
Tanulmányait a budapesti Zeneakadémián végezte 1905–1911 között Sík József tanítványaként. Az utolsó akadémiai évben szerződtette a Népopera, aminek nyitóelőadásán debütál Jean Nouguès Quo Vadis? című operájának Poppea szerepében. 1912-ben ismerte meg Péterfi Istvánt, akivel a következő év nyarán összeházasodott. Két gyermekük született.
Az Operaháznak 1915 novemberében lett ösztöndíjasa. Itt első szerepe Carmen volt 1916. május 13-án. 1917-ben rendes tagja lett a társulatnak. Az 1920-as években komoly konkurrensei voltak (Némethy Ella és a külföldet választó Anday Piroska, majd Szánthó Enid), ezért Péterfi igyekezett nagyobb megbecsülést szerezni neki. Ezekben az években kezdődtek külföldi fellépései Bécsben, majd rendszeresen Berlinben, Münchenben, Drezdában, Prágában, Antwerpenben, operaszínpadon és hangversenydobogón egyaránt. 1929-ben Brüsszelben, Hágában lépett a közönség elé. Ebben az évben volt egy szenzációszámba menő bukaresti operai vendégszereplése, mert ebben az időben nemkívánatosak voltak a magyar művészek Romániában. Petru Groza rokonai jártak közben érdekében. 1937-ben a Salzburgi Ünnepi Játékokon szerepelt egy hangversenyen.
A színpad mellett énekelt a Filharmóniai Társaságban, az Ének- és Zeneegyesületben és a Palestrina kórusban is. Úttörő volt Bartók és Kodály népdalfeldolgozásáinak megszólaltatásában.
Kiegyenlített, altregiszteres hangjának, valamint kiváló drámai érzékének köszönhetően a magyar operajátszás egyik kiváló egyénisége volt. Repertoárja a barokktól a kortárs művekig terjedt.
1934-ben kapta meg az örökös tag címet. Az 1945–46-os évadban a második világháború utáni egyetlen új szerepét, a Pikk dáma grófnőjét énekelte az Operában.
Férjével közös sírja a Kerepesi temetőben található.
Jolsvai családjáról szól Móricz Zsigmond több írása, köztük Az isten háta mögött című regénye.

## Szerepei
- Ádám Jenő: Mária Veronika — Sirató
- Ádám Jenő: Magyar karácsony – A gazda felesége
- Eugen d’Albert: A holt szemek – Ruth
- Georges Bizet: Carmen — címszerep
- Csajkovszkij: A pikk dáma – A grófnő
- Léo Delibes: Lakmé – Mallika
- Dohnányi Ernő: Simona néni – Donna Simona
- Gaetano Donizetti: A csengő – Enrico
- Erkel Ferenc: Bánk bán – Gertrud királyné
- Esterházy Ferenc: A szerelmes levél – Gyászruhás hölgy
- Gluck: Orfeusz és Euridiké – Orfeusz
- Gluck—Wagner: Iphigénia Auliszban – Klytemnestra
- Georg Friedrich Händel: Xerxész – Amasztrisz
- Hubay Jenő: Az álarc – Jeanne
- Kodály Zoltán: Székely fonó – A háziasszony
- Erich Wolfgang Korngold: Violanta – Barbara
- Pietro Mascagni: Parasztbecsület – Lucia
- Claudio Monteverdi–Ottorino Respighi: Orfeo – Sylvia
- Muszorgszkij: Hovanscsina – Marfa
- Jean Nouguès: Quo Vadis? – Poppea
- Jacques Offenbach: Hoffmann meséi – Miklós; Antónia anyjának hangja
- Ottó Ferenc: Júlia szép leány – Jóska anyja
- Poldini Ede: Farsangi lakodalom – A grófnő
- Giacomo Puccini: Manon Lescaut – Egy zenész
- Puccini: Pillangókisasszony – Szuzuki
- Puccini: Angelica nővér – Szigorú nővér
- Henry Purcell: Dido és Æneas – Varázslónő
- Lodovico Rocca: Ivnor hercege – Az öreg Naiké
- Camille Saint-Saëns: Sámson és Delila – Delila
- Richard Strauss: Salome – Herodias
- Richard Strauss: Ariadné Naxoszban – Driád
- Richard Strauss: Daphne — Gaea
- Richard Strauss: Az egyiptomi Heléna – A mindenttudó kagyló
- Ambroise Thomas: Mignon – címszerep
- Ambroise Thomas: Hamlet – Gertrud
- Unger Ernő: Petőfi – Miklósné
- Giuseppe Verdi: A trubadúr — Azucena
- Verdi: Álarcosbál – Ulrica
- Verdi: Aida – Amneris
- Verdi: Otello – Emilia
- Wagner: Trisztán és Izolda — Brangäne
- Wagner: A Nibelung gyűrűje – Fricka; Waltraute; Erda; Grimgerde; Siegrune

## Kapcsolódó oldalak
- Basilides család